# Valle Millecampi

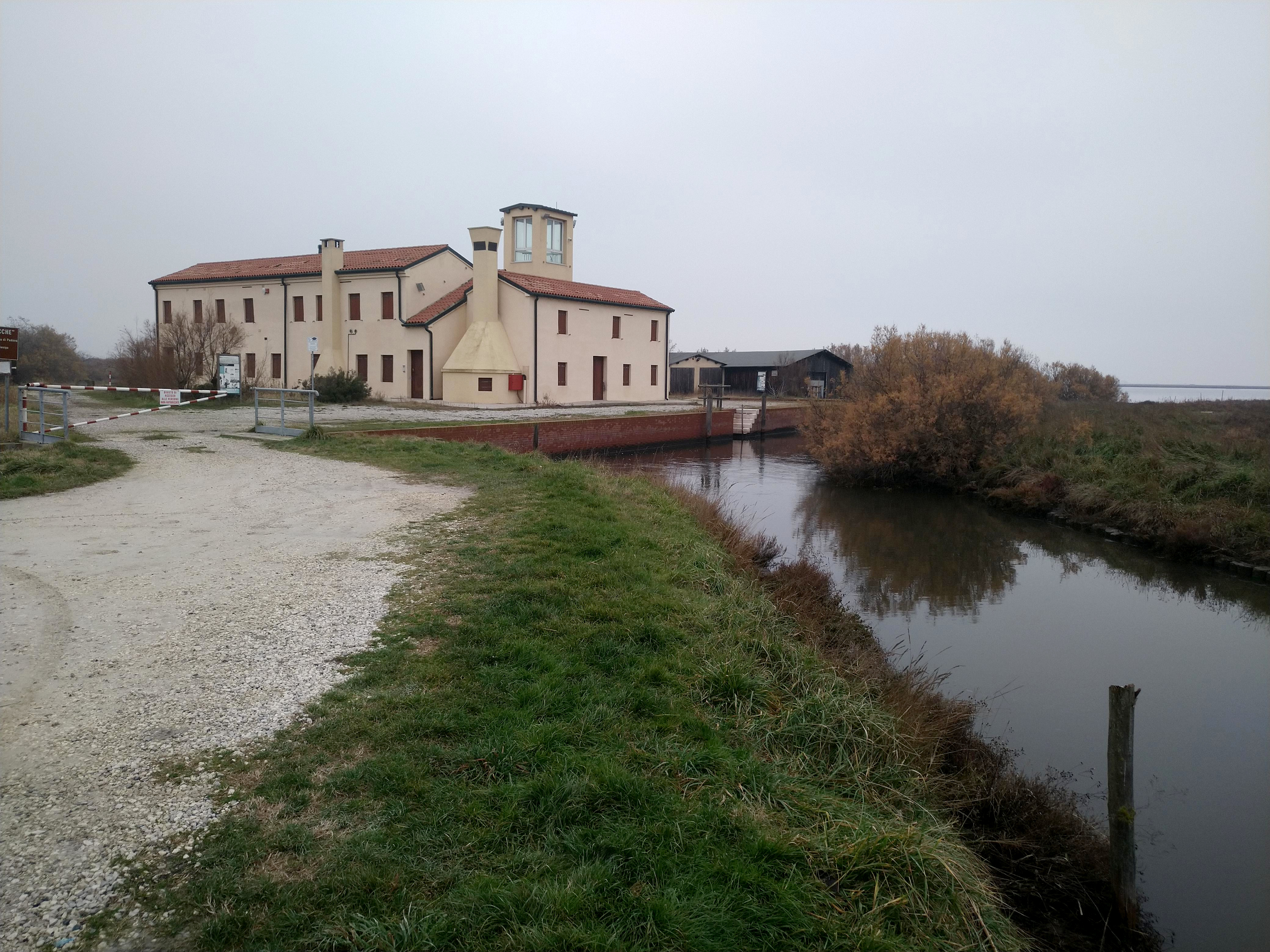
Haus im Valle Millecampi

Das Valle Millecampi ist einer der flachen Fanggründe in der Lagune von Venedig. Es ist das einzige Gebiet in der Lagune, das zur Provinz Padua gehört, genauer zur Municipalità Codevigo, einem Ort von wenig mehr als 6000 Einwohnern. Die Entfernung zwischen dem Lagunenort und Codevigo liegt bei etwa 9 km. 
Die Fläche des Valle beträgt 1608 Hektar, womit es eines der größten Valli da pesca der Lagune ist. Im Westen grenzt es an das Valle Morosina und das Valle Ghebo Storto, im Osten an das Valle dei Sette Morti sowie weitere kleine Valli. Valle Millecampi besteht zum überwiegenden Teil aus einem See, während der Rest des Gebietes aus Velme besteht, vegetationslosen Untiefen, die nur bei Ebbe auftauchen, der Cason Millecampi, sowie Barene, die nur selten bei hoher Flut untertauchen. Zwischen diesen Barene fließen Kanäle, die als Ghebi bezeichnet werden. Über die Kanäle Sette Morti, Acque Negre und kleinere Kanäle erhält das Gebiet Salzwasser, dazu kommt ein wenig Süßwasser über die Kanäle Scirocchetto, Cavaizza Scirocchetto und Novissimo und den Entwässerungsgraben Fogolana im Ort Conche. Hier befindet sich die Insel Torson di Sotto. 
Das Barenensystem konnte Ende des 20. Jahrhunderts restauriert werden, nachdem starker Sedimentabfluss infolge der Verbreiterung und Vertiefung der Adriazugänge der Lagune seinen Fortbestand gefährdet hatte. Solche Sedimentverluste waren bereits ab dem 17. Jahrhundert durch die Umleitung des Brenta, der nun nicht mehr in die Lagune floss, eingetreten, da nun von dieser Seite der Sedimentzufluss ausblieb. Hauptgrundbesitzer im Ort Codevigo war die venezianische Adelsfamilie Corner, später die der Foscari. 
Selbst für die Lagune, die eine reichhaltige Fauna, insbesondere Insekten und Vögel beherbergt, bietet das Valle Millecampi eine überaus dichte Population und zahlreiche seltene Arten. Daher wurde das Gebiet 1989 unter Schutz gestellt.